# سودتس
سودتس (لهستانی: Sudety) (که با نام‌های سودتی یا سودتن نیز شناخته می‌شود) یک رشته‌کوه در اروپای مرکزی است.
این رشته‌کوه از شرق آلمان در امتداد مرز شمالی جمهوری چک تا جنوب غرب لهستان کشیده شده‌است.بلندترین قله این رشته‌کوه سنژکا نام دارد (با ۱٬۶۰۳ متر ارتفاع) و در کوه‌های کرکونوژه در مرز میان جمهوری چک و لهستان قرار دارد.

## نگارخانه

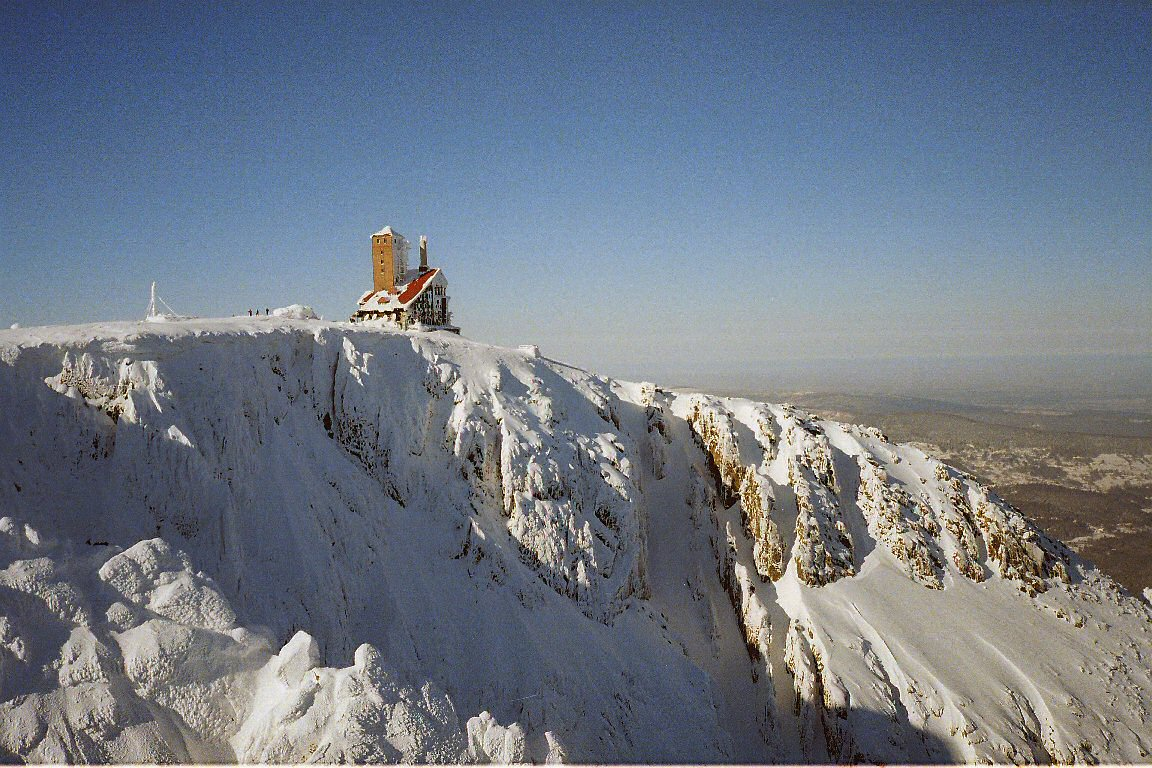
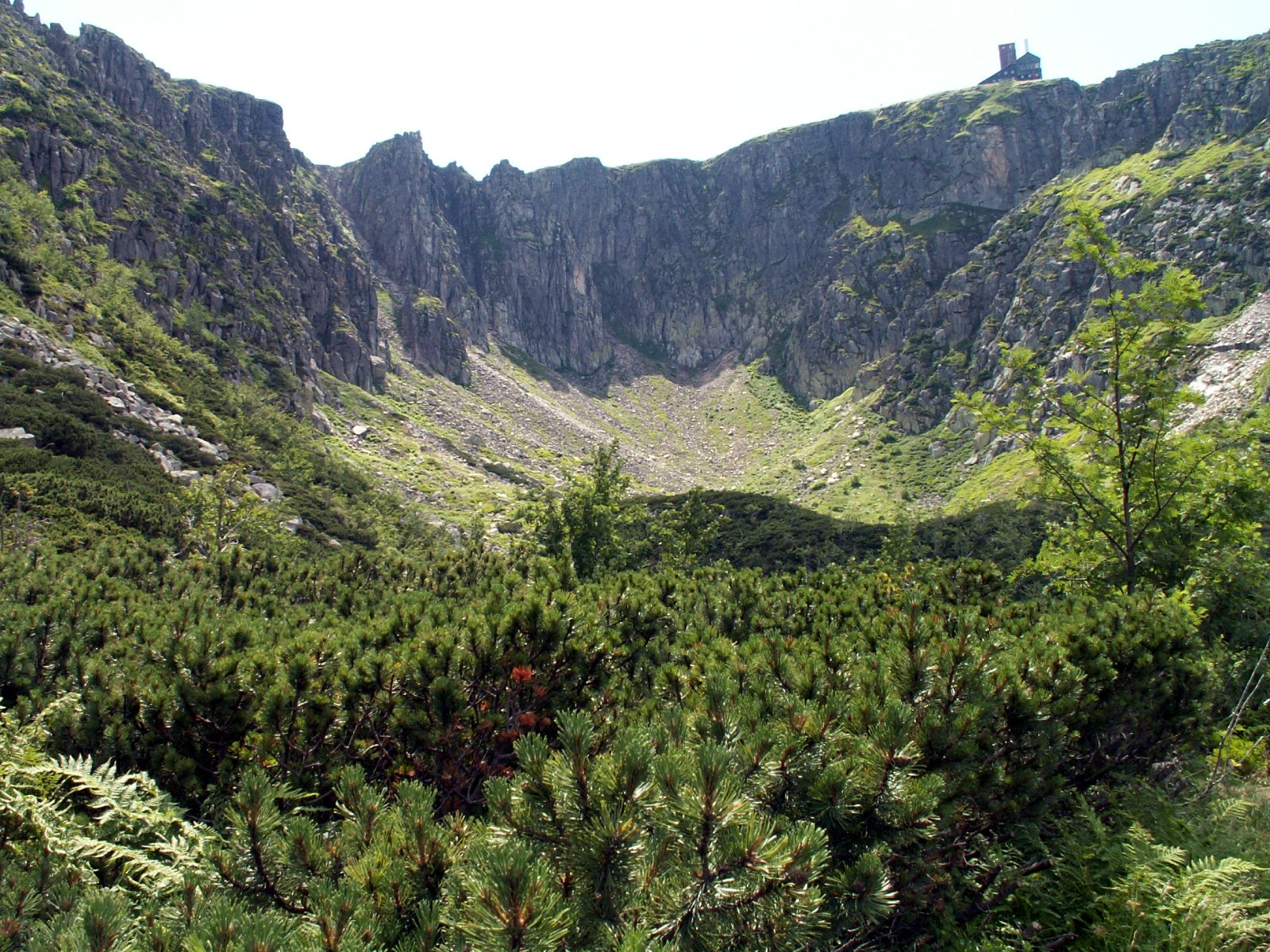
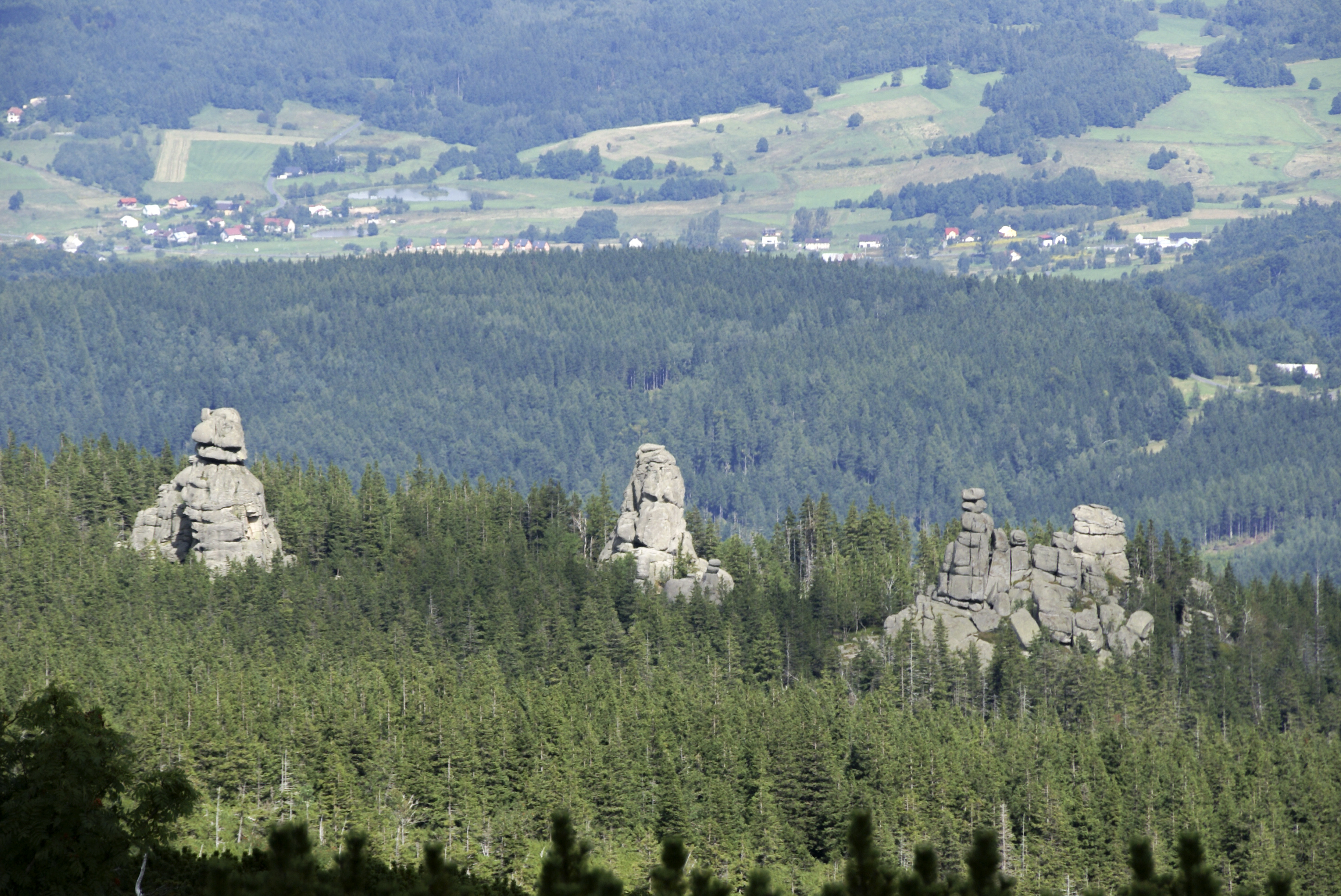
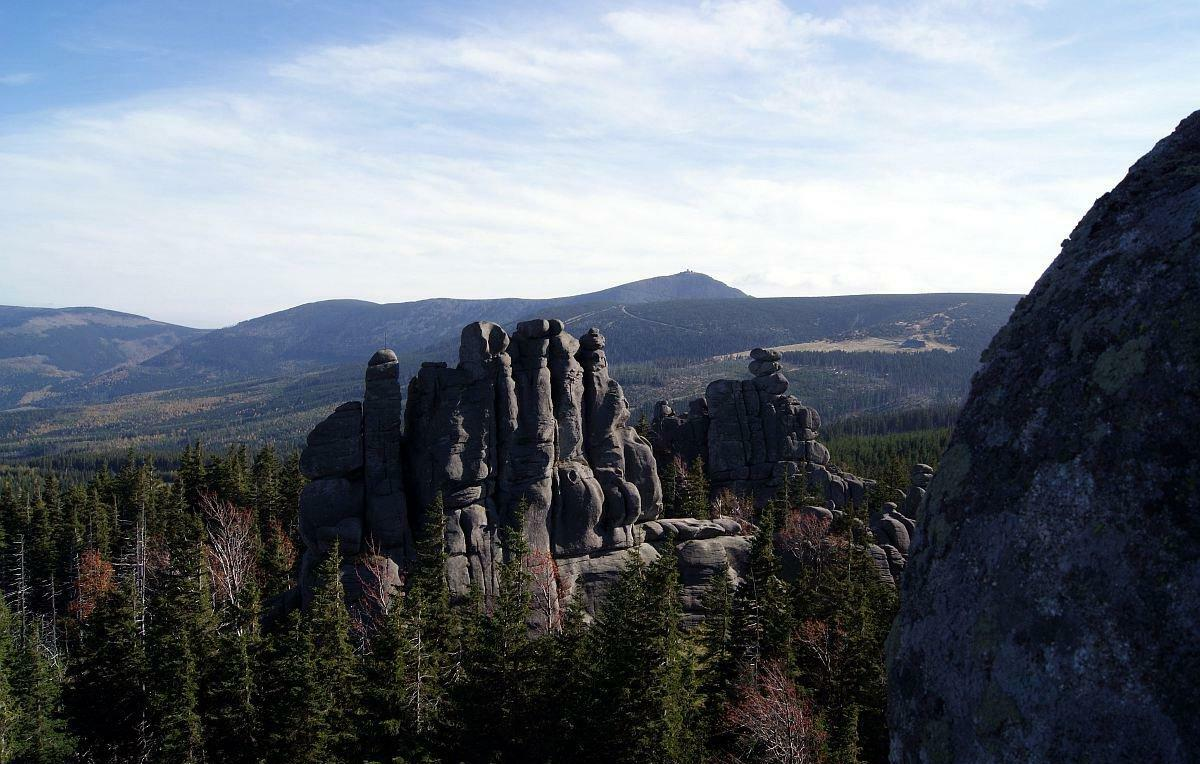
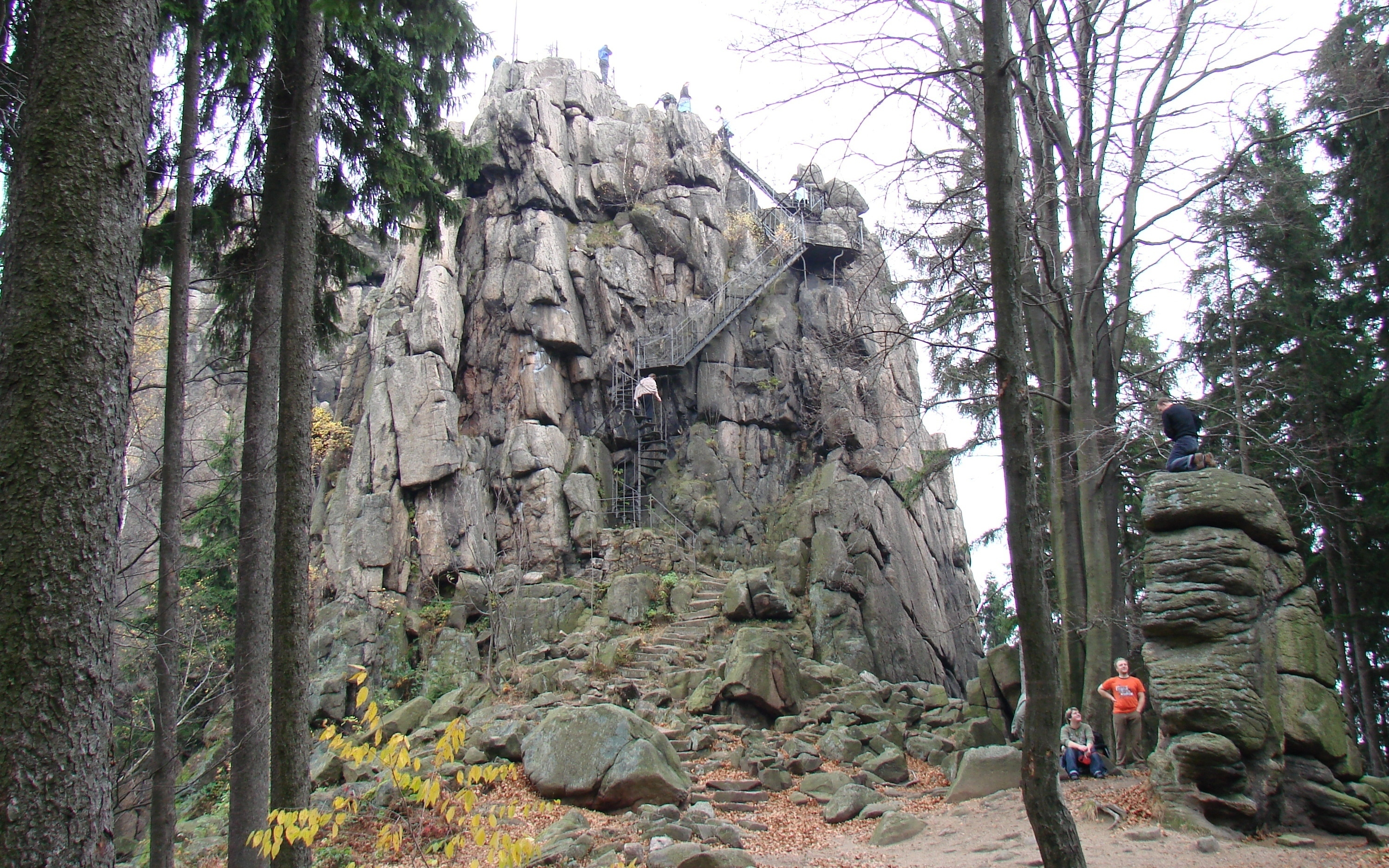
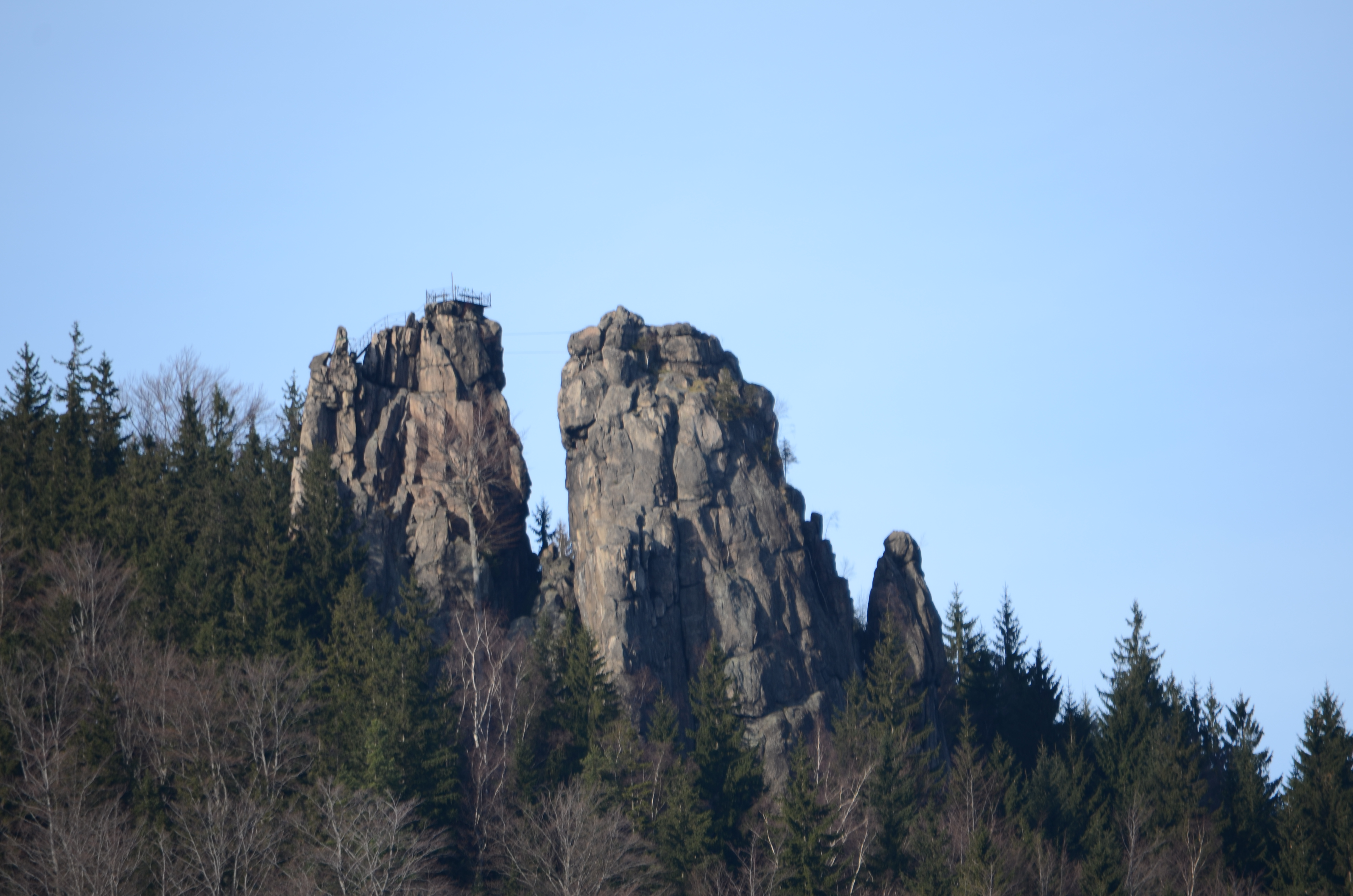
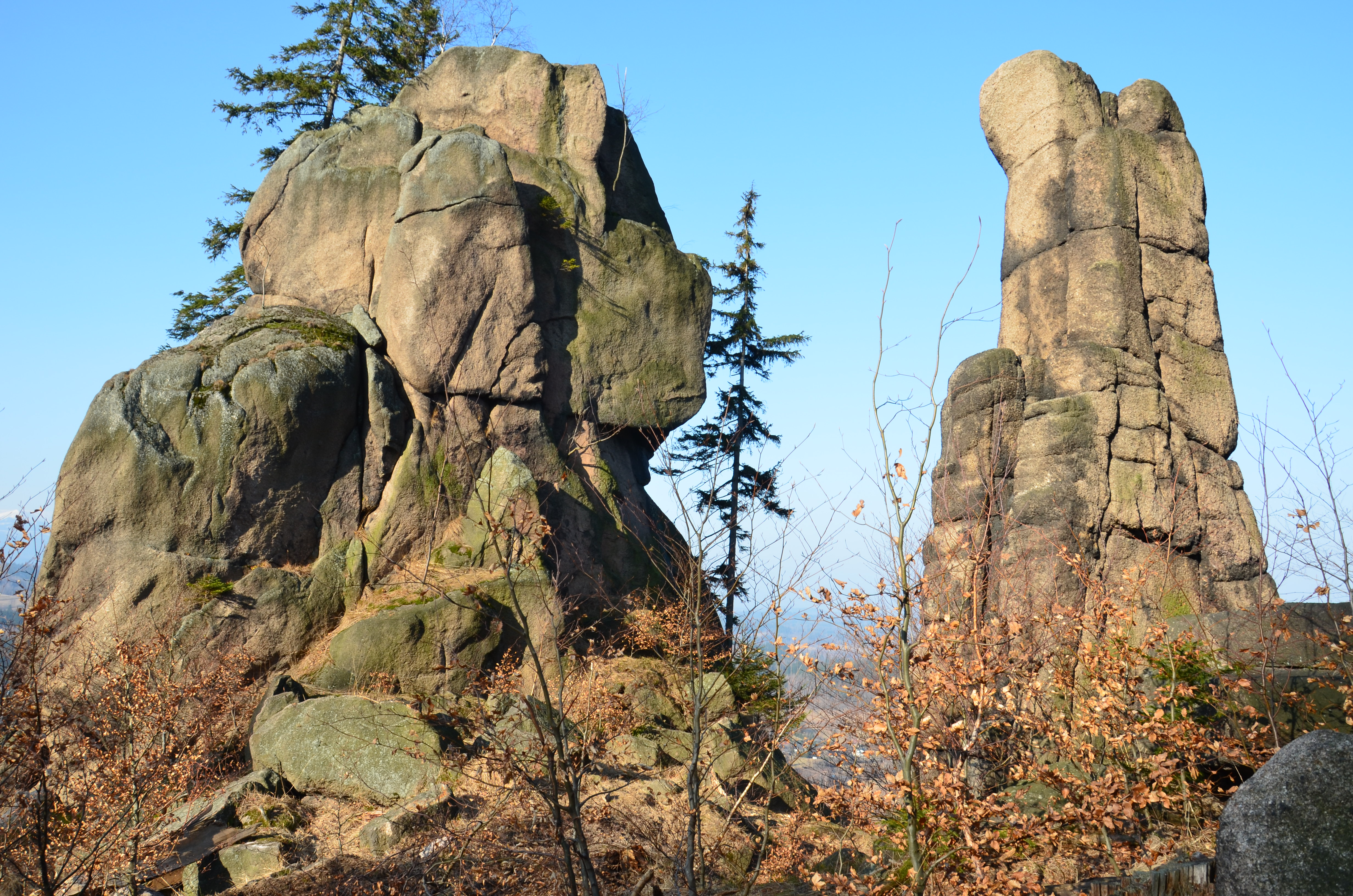
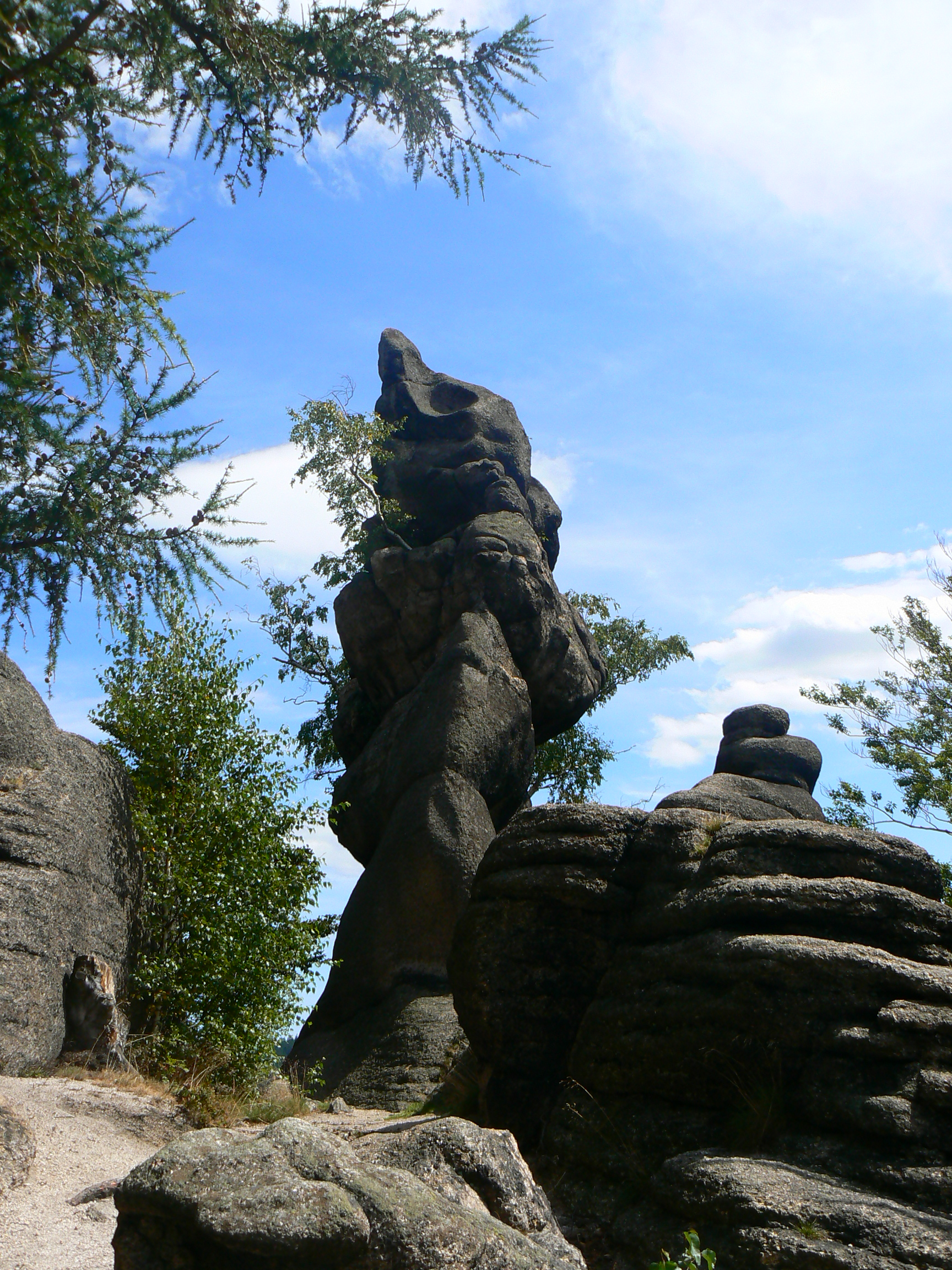
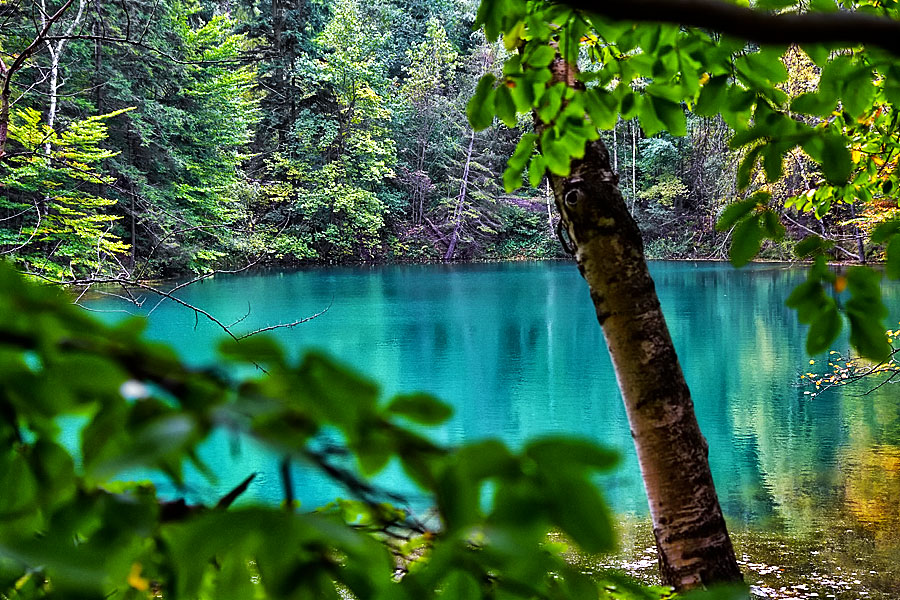
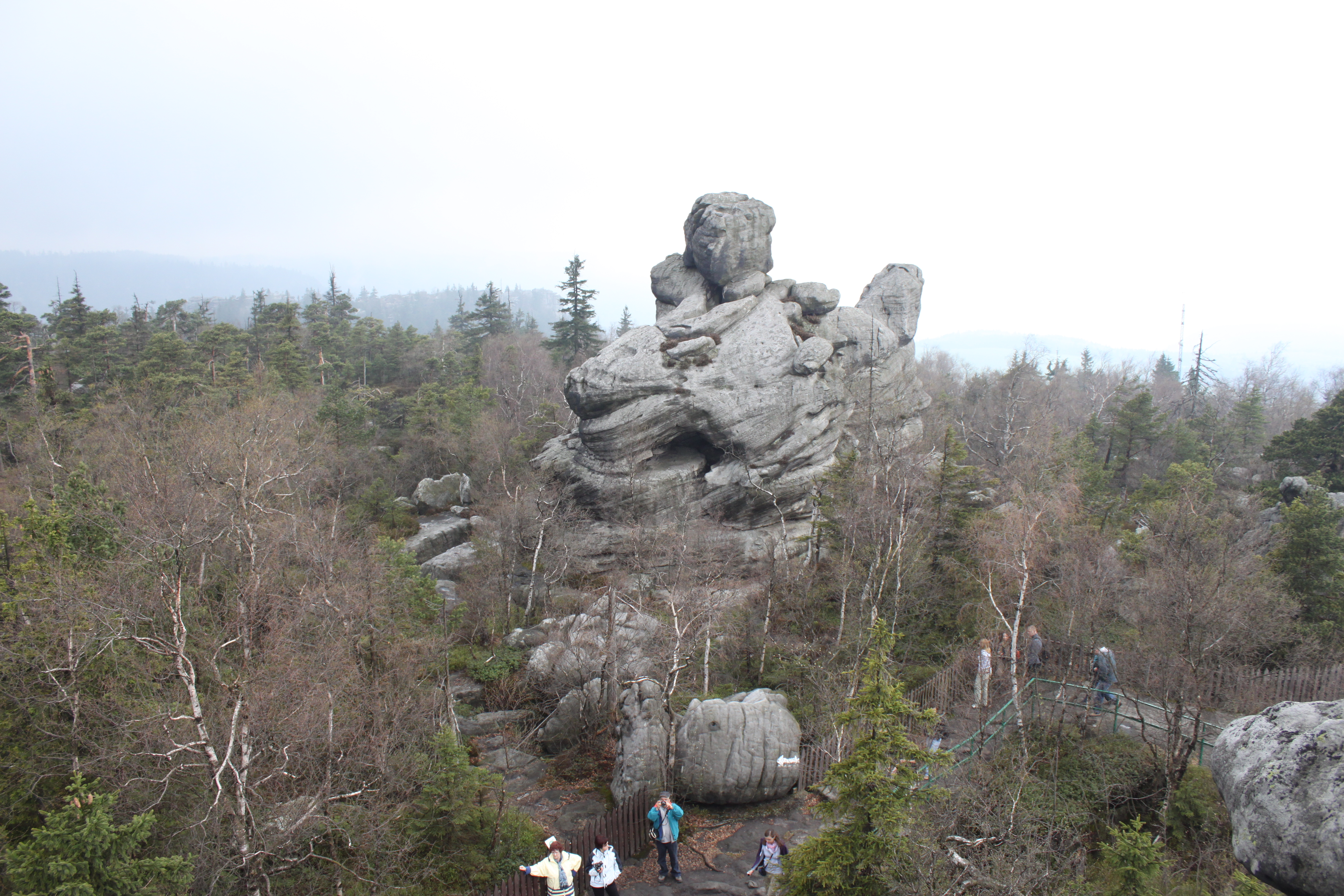
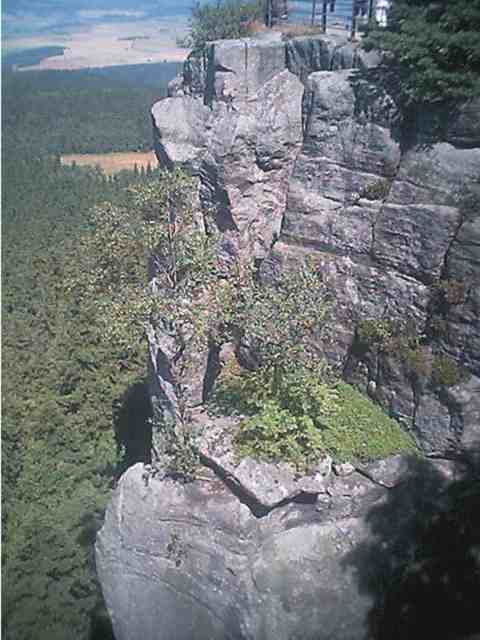
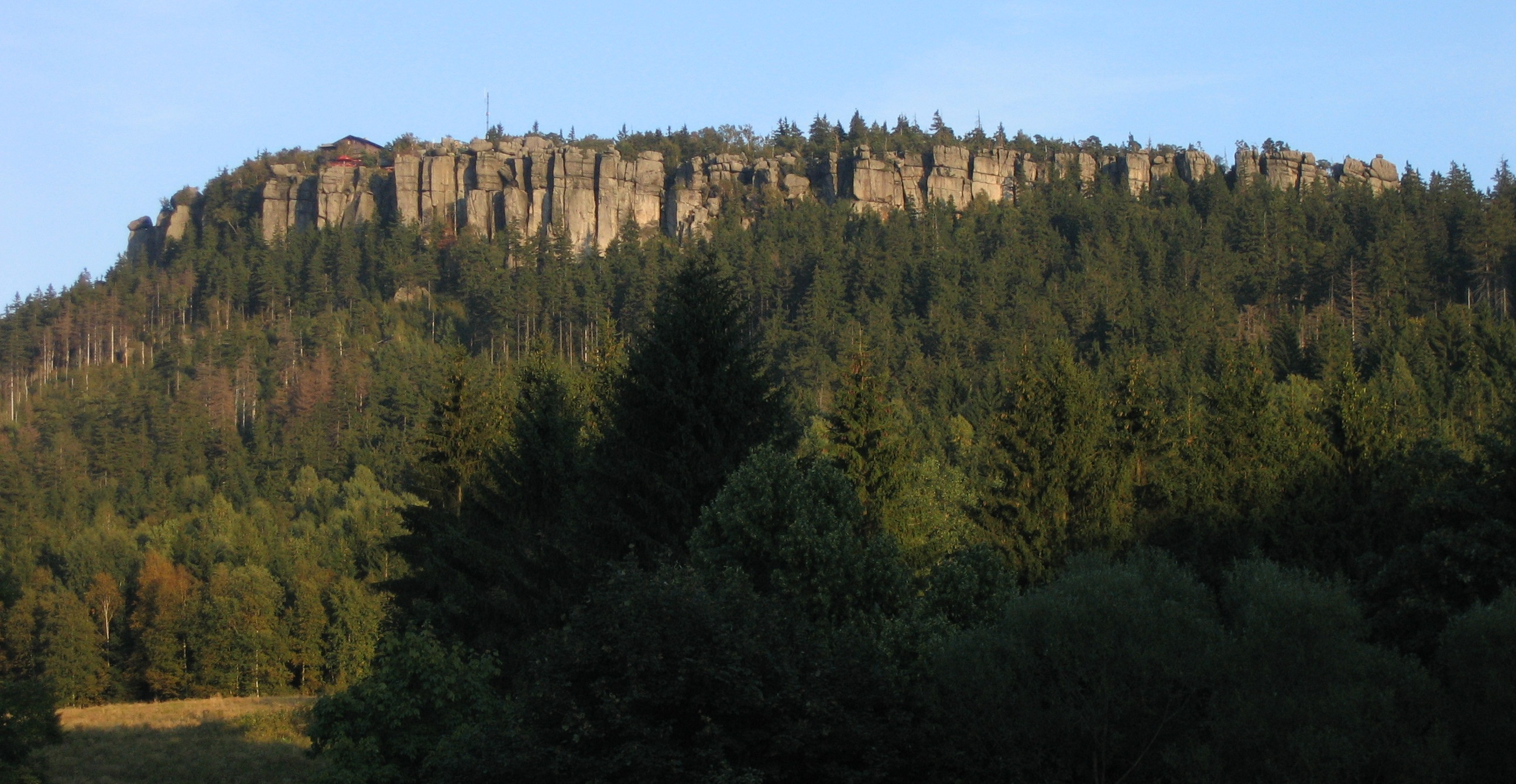
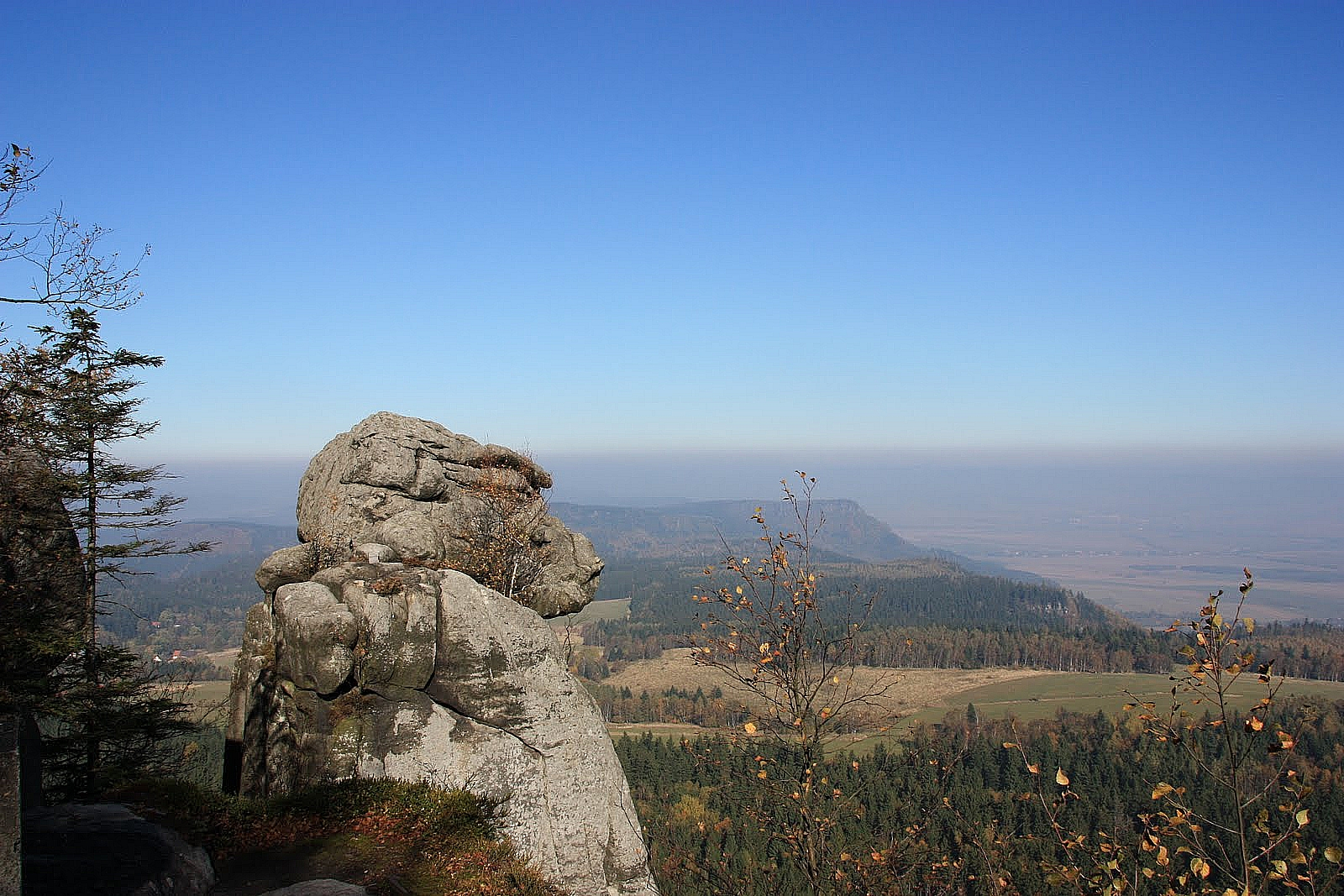
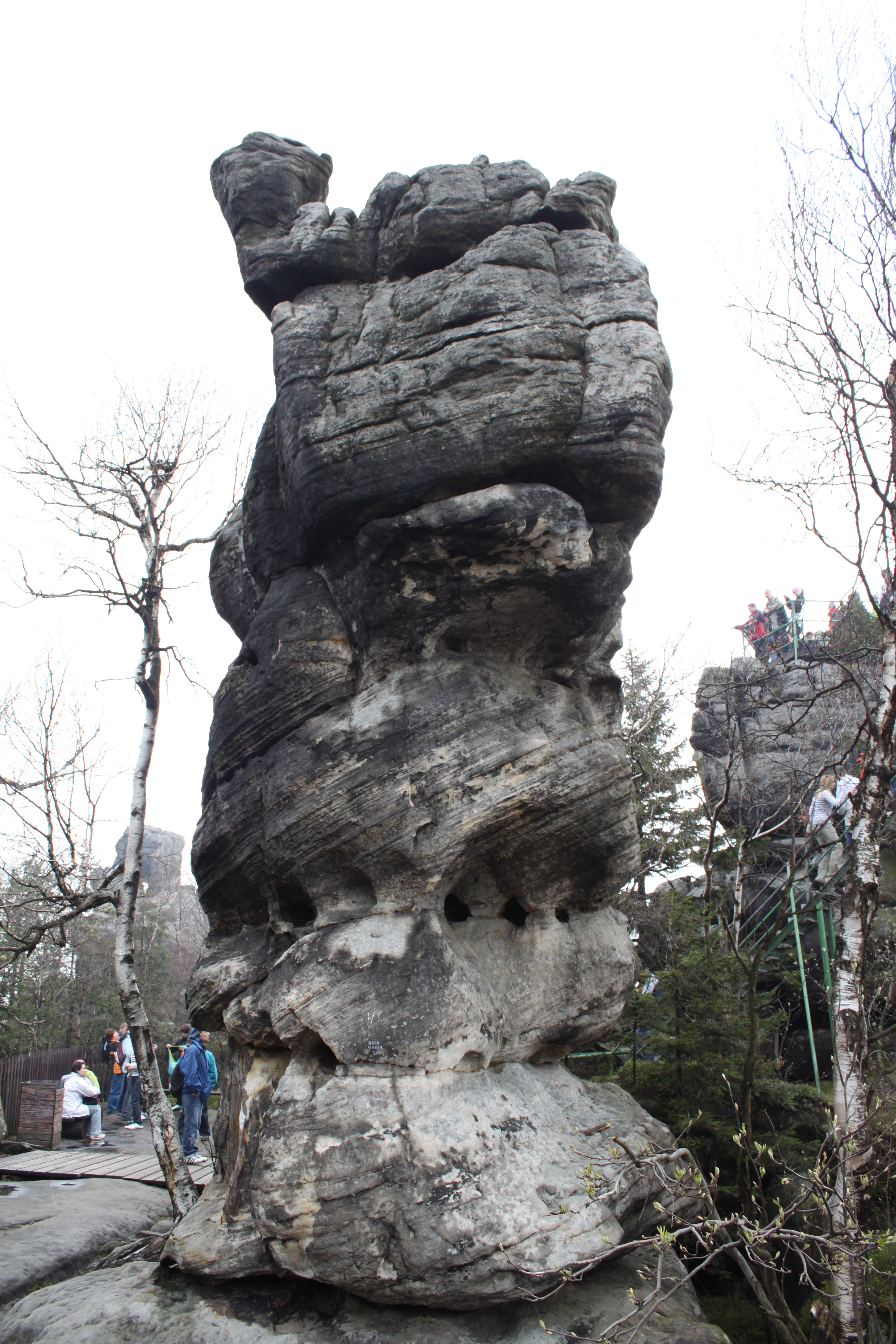
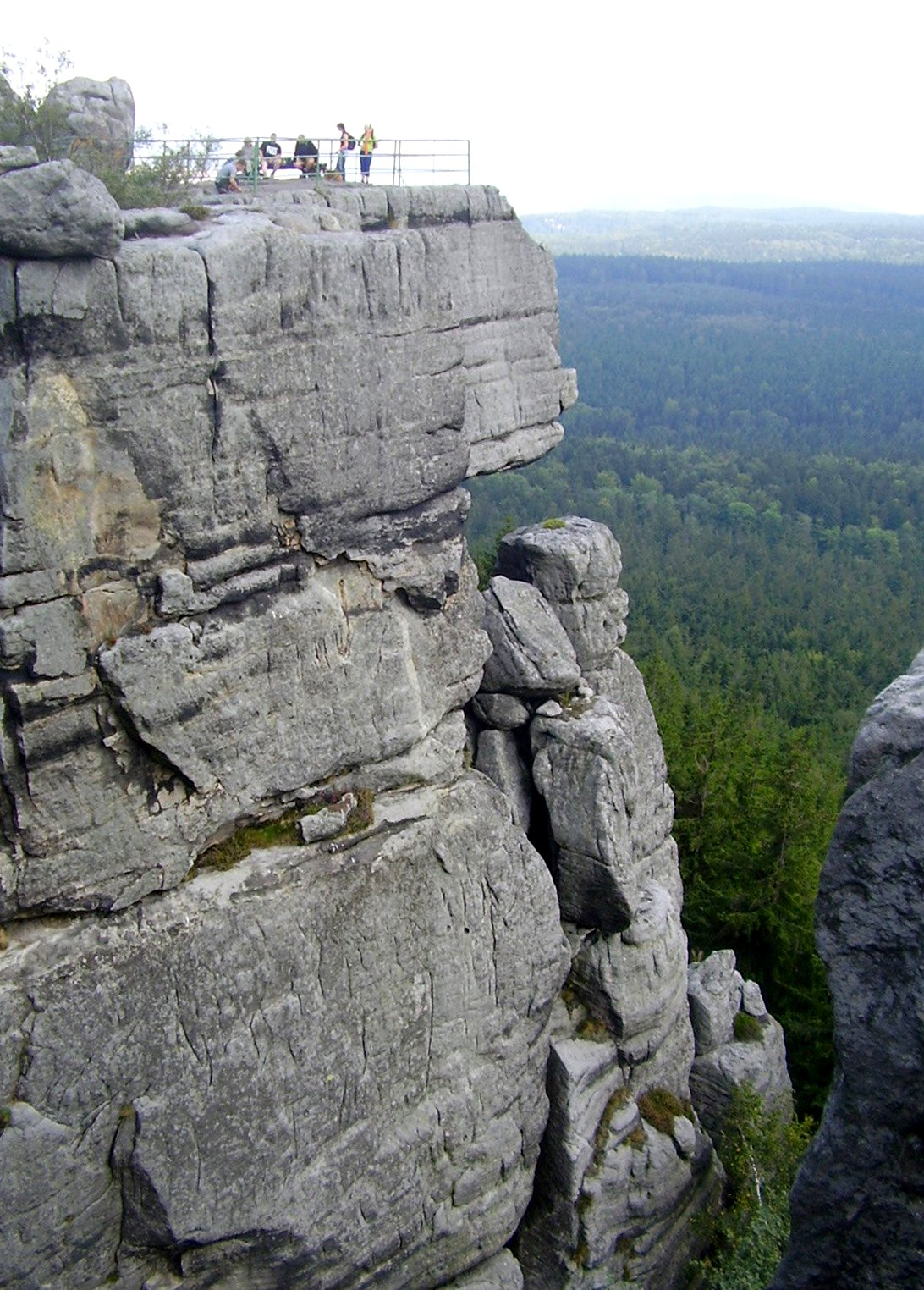
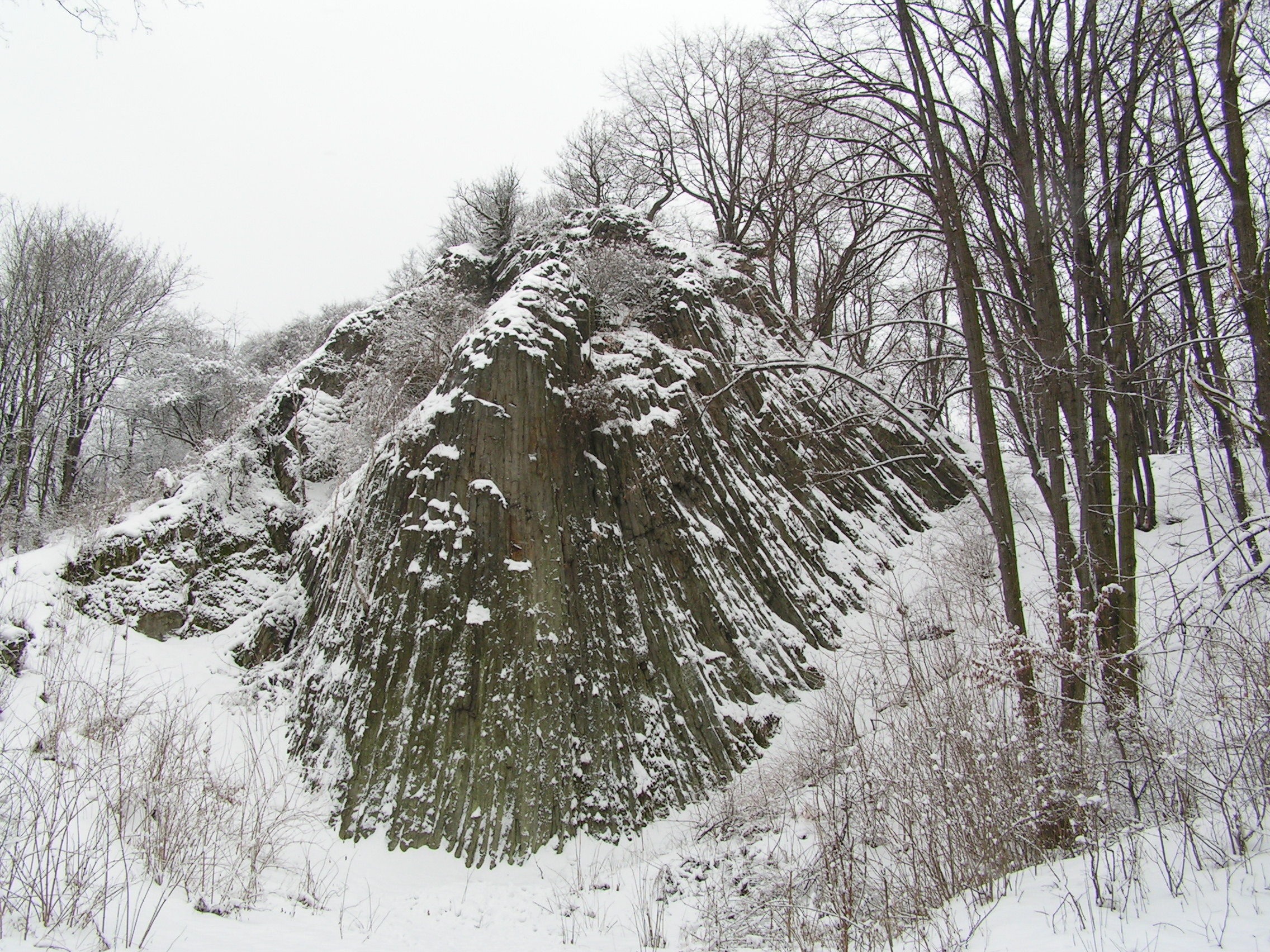
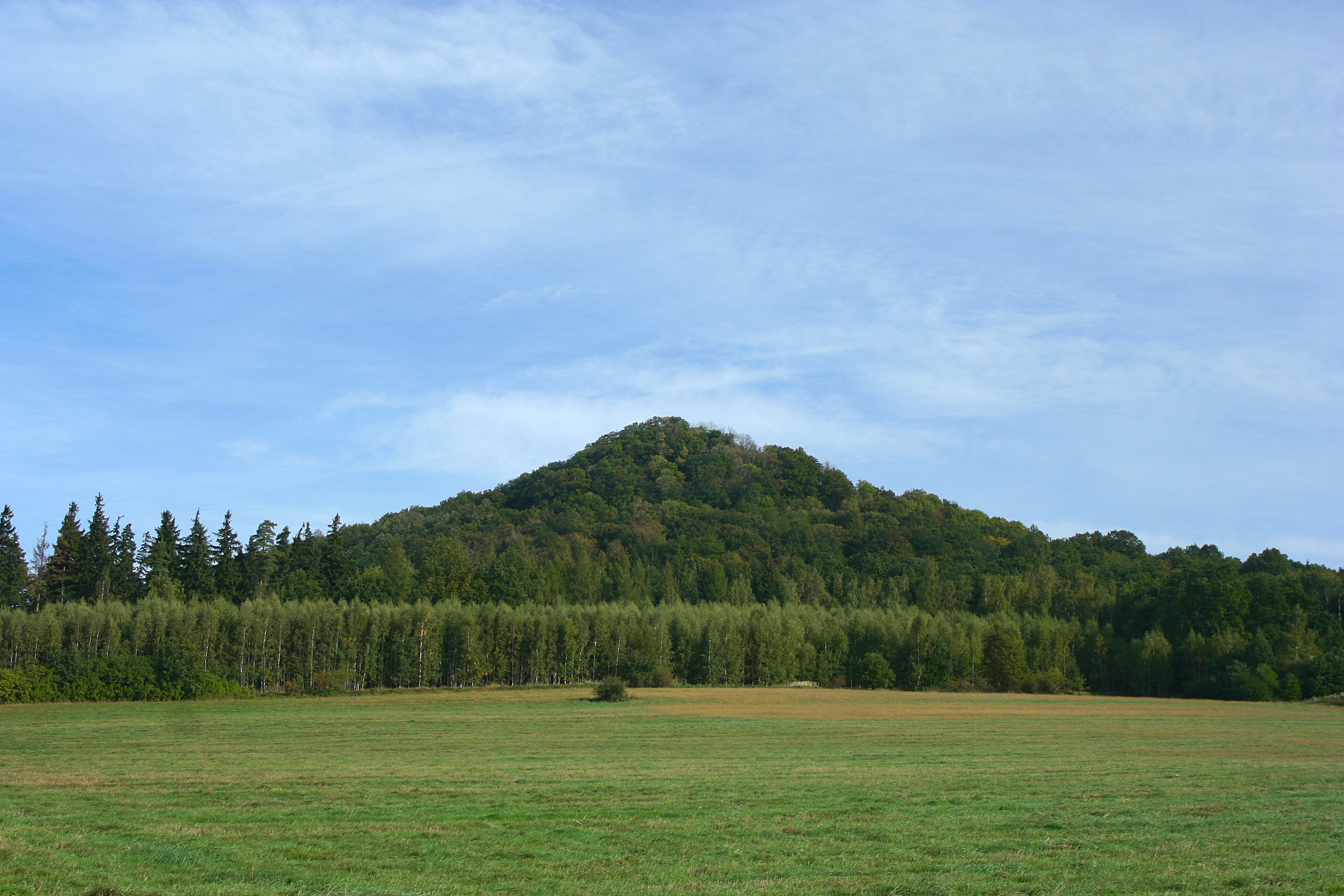